# Tegelhagsskogens naturreservat
Tegelhagsskogens naturreservat är ett naturreservat i Sollentuna kommun i Stockholms län.
Området är naturskyddat sedan 2014 och är 91 hektar stort. Reservatet omfattar ett grönområde vid västra stranden av Edsviken. Reservatet består av hävdade öppna marker, äldre barrskogar och lövträd. I mitten av 1940-talet utgjorde Tegelhagsområdet ett alternativ till ny förläggningsplats till Stockholms luftvärnsregemente.